# Nakaharanus maculosus
Nakaharanus maculosus är en insektsart som beskrevs av Kuoh 1986. Nakaharanus maculosus ingår i släktet Nakaharanus och familjen dvärgstritar. Inga underarter finns listade i Catalogue of Life.